# Chorizopes kastoni
Chorizopes kastoni là một loài nhện trong họ Araneidae.
Loài này thuộc chi Chorizopes. Chorizopes kastoni được Pawan U. Gajbe & Pawan U. Gajbe miêu tả năm 2004.